# Клевакино
Клевакино — село в Алапаевском районе Свердловской области России. Входит в муниципальное образование Алапаевское, подчиняется Костинскому территориальному управлению.

## Население
| 1873 | 2002 | 2010 |
| ---- | ---- | ---- |
| 507  | ↘429 | ↘371 |

## География
Село расположено на открытой местности на левом берегу реки Реж, находится к северо-востоку от Екатеринбурга, к юго-востоку от Нижнего Тагила и в 25 км на юго-восток от города Алапаевска (по шоссе 39 км). К юго-западу от села находится деревня Ветлугина. Река Реж в этом месте делает петлю, возле села русло реки образует вытянутый остров.

## Инфраструктура
В селе есть действующий православная церковь Михаила Архангела, работают сельский клуб, детский сад, фельдшерский пункт и два магазина. Есть памятная стела в память участников Великой Отечественной войны и освящённый родник.
До села можно добраться на автобусе из Алапаевска.